# Ісанбаєвська сільська рада
Ісанба́євська сільська рада (рос. Исанбаевский сельский совет) — муніципальне утворення у складі Ілішевського району Башкортостану, Росія. Адміністративний центр — село Ісанбаєво.

## Населення
Населення — 774 особи (2019, 927 у 2010, 1174 у 2002).

## Склад
До складу поселення входять такі населені пункти:
| Населений пункт     | Населення, осіб (2002) | Населення, осіб (2010) |
| ------------------- | ---------------------- | ---------------------- |
| Ісанбаєво, село     | 645                    | 523                    |
| Телекеєво, присілок | 395                    | 316                    |
| Улу-Ялан, присілок  | 134                    | 88                     |